# 阿达·约纳特
阿达·约纳特（希伯來語：‎，1939年6月22日—），以色列晶体学家，2009年诺贝尔化学奖获得者之一，首位獲得諾貝爾獎的以色列籍女性，同时也是亚洲第一位诺贝尔科学类奖项的女性得主，也是繼1964年多蘿西·克勞福特·霍奇金後再度獲得诺贝尔化学奖的女性得主。

## 生平
约纳特出生于耶路撒冷的一个贫困犹太家庭。约纳特的父母由于没有得到教育的机会，因此对子女的教育十分重视。约纳特父亲死后，她随全家搬到特拉维夫。1962年和1964年，约纳特分别从耶路撒冷希伯来大学获得化学理学学士学位和生物化学硕士学位；1968年，她获得魏茨曼科学研究所的X射线晶体学博士学位。此后到美国深造，先后在卡内基梅隆大学（1969年）和麻省理工学院（1970年）从事博士后研究。
1970年，约纳特回到以色列，协助设立了以色列的首个蛋白质晶体学实验室。从此一直对核糖体结晶作深入研究。当时几乎没人相信核糖体可以结晶，而且即使能够结晶，也会因为核糖体太大太复杂而不能解析结构。1980年以来，她多次从不同细菌来源的核糖体得到了晶体。1989年更得到细菌核糖体的冷冻电镜低分辨率结构。

## 经历
- 1970－1974年 以色列魏茨曼科学研究所化学系科学家
- 1971－1978年 以色列特拉维夫大学和本古里安大学讲师
- 1971－1977年 以色列开放大学咨询顾问
- 1974年 美国亚拉巴马大学牙医学院访问学者
- 1977－1978年 美国芝加哥大学生物物理系访问学者
- 1978年夏 智利南方大学访问学者
- 1979－1983年 德国柏林马克斯-普朗克学会分子遗传系访问学者
- 1974－1983年 以色列魏茨曼科学研究所结构化学系资深科学家
- 1984－1988年 以色列魏茨曼科学研究所结构化学系副教授
- 1986－2004年 德国汉堡马克斯-普朗克研究所所长
- 1988－2004年 以色列魏茨曼科学研究所马泽尔结构生物学中心主管
- 1989－1990年 以色列魏茨曼科学研究所结构化学系主任
- 1992－1994年 以色列魏茨曼科学研究所结构生物系主任
- 1988年－ 以色列魏茨曼科学研究所结构生物系教授
- 1989年－ 以色列魏茨曼科学研究所齐莫曼生物分子结构与组装中心主任

## 荣誉与奖励
- 欧洲晶体学奖（2000年）
- 以色列奖（2002年）
- 沃尔夫化学奖（2006/7年）
- 联合国教科文组织世界杰出女科学家成就奖（2008年）[2]
- 诺贝尔化学奖（2009年），以表彰她在核糖体结构和功能方面研究的贡献。